# Danh sách món tráng miệng và đồ ngọt Nhật Bản

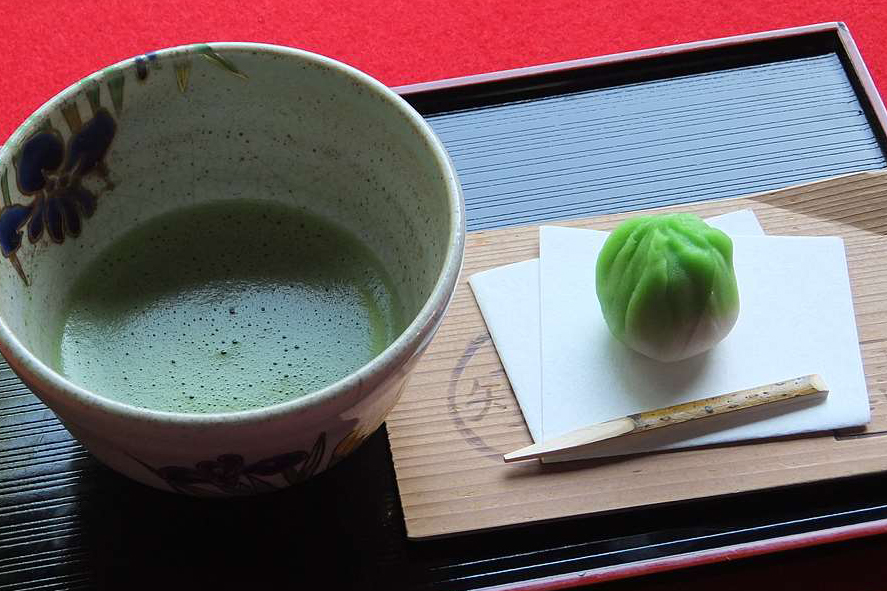
Một lựa chọn wagashi sẽ được phục vụ trong một buổi trà đạo Nhật Bản

Người Nhật đã làm món tráng miệng trong nhiều thế kỷ trước khi đường được bán rộng rãi ở Nhật Bản. Ngay cả khi đường trở nên có giá phải chăng ở Nhật Bản, món tráng miệng vẫn được bán rộng rãi ở Nhật Bản và được sử dụng ở Nhật Bản. Có rất nhiều món tráng miệng phổ biến vẫn có sẵn ở Nhật Bản có thể được truy nguyên trong hàng trăm năm . Trong ẩm thực Nhật Bản, đồ ngọt truyền thống của Nhật Bản được gọi là wagashi.Các thành phần như tương đậu đỏ và mochi được sử dụng. Nhiều đồ ngọt và món tráng miệng thời hiện đại ở Nhật Bản cũng đang tồn tại.

## Món tráng miệng Nhật Bản

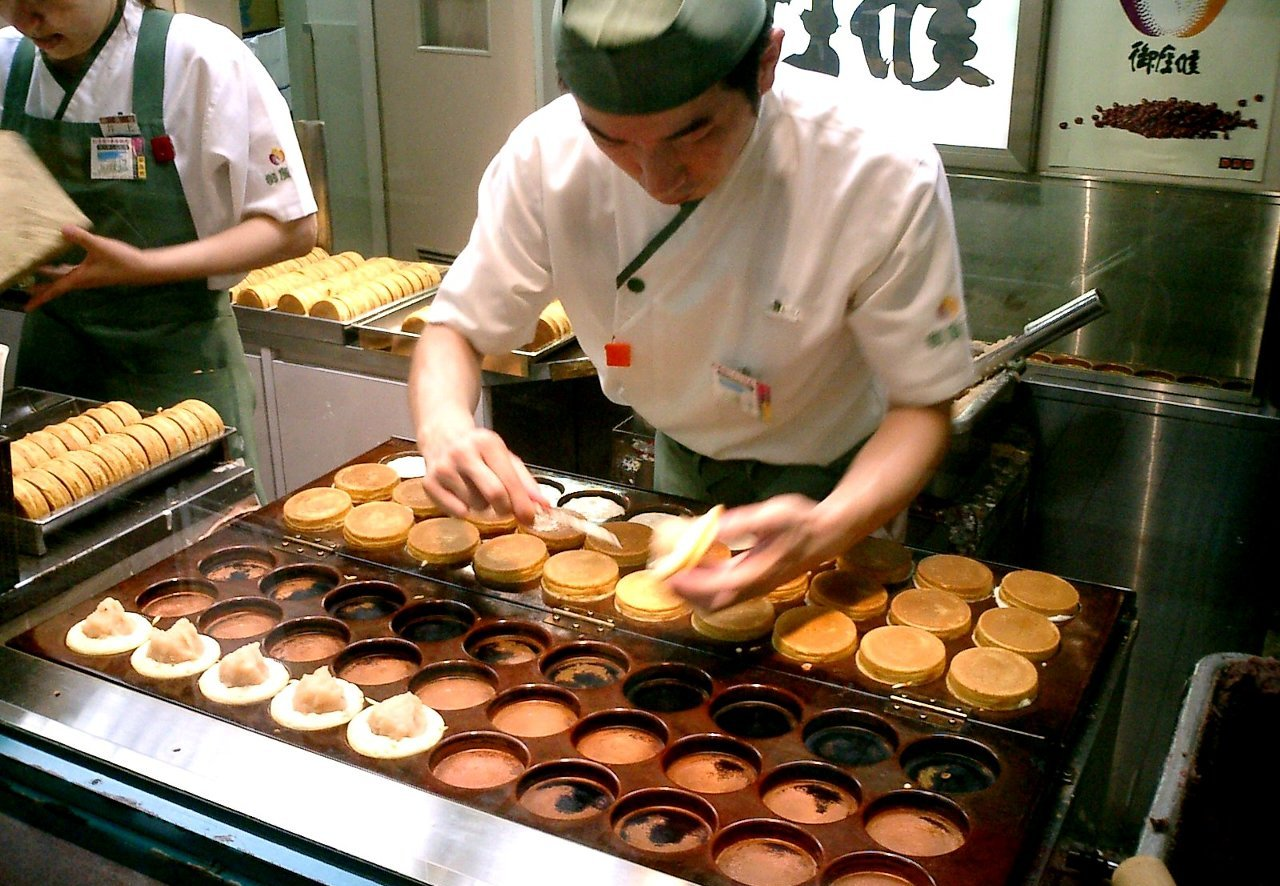
Imagawayaki (gozasōrō) đang được chuẩn bị trong một cửa hàng ở Sannomiya, Kobe, Nhật Bản

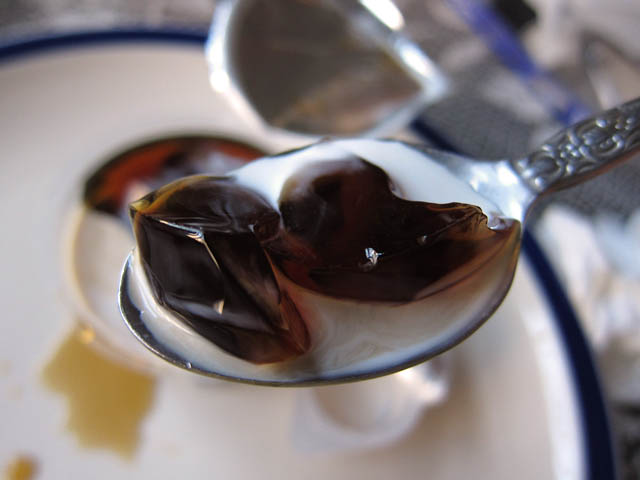
Thạch cà phê là một món tráng miệng gelatin phổ biến ở Nhật Bản

- Amezaiku
- Anmitsu
- Anpan
- Castella
- Chinsuko
- Thạch cà phê
- Kem trà xanh
- Thạch Hakuto
- Imagawayaki
- Melonpan
- Kem Mochi [2]
- Momiji manjū [3]
- Purin
- Bánh giọt nước
- Sata andagi
- Chuối Tokyo

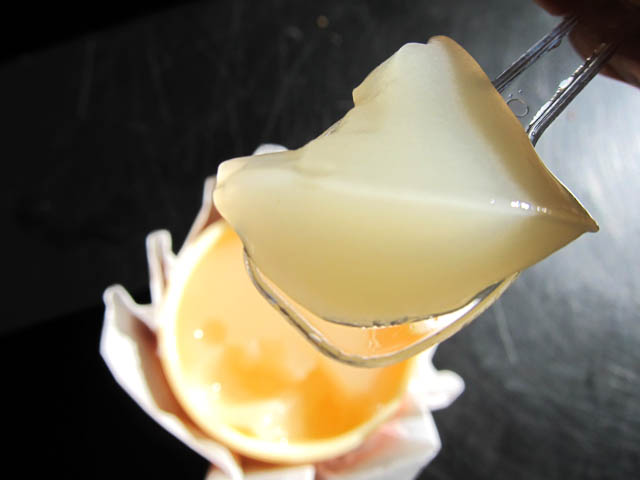
Thạch Hakuto là một món tráng miệng theo mùa trong ẩm thực Nhật Bản có sẵn vào mùa hè.
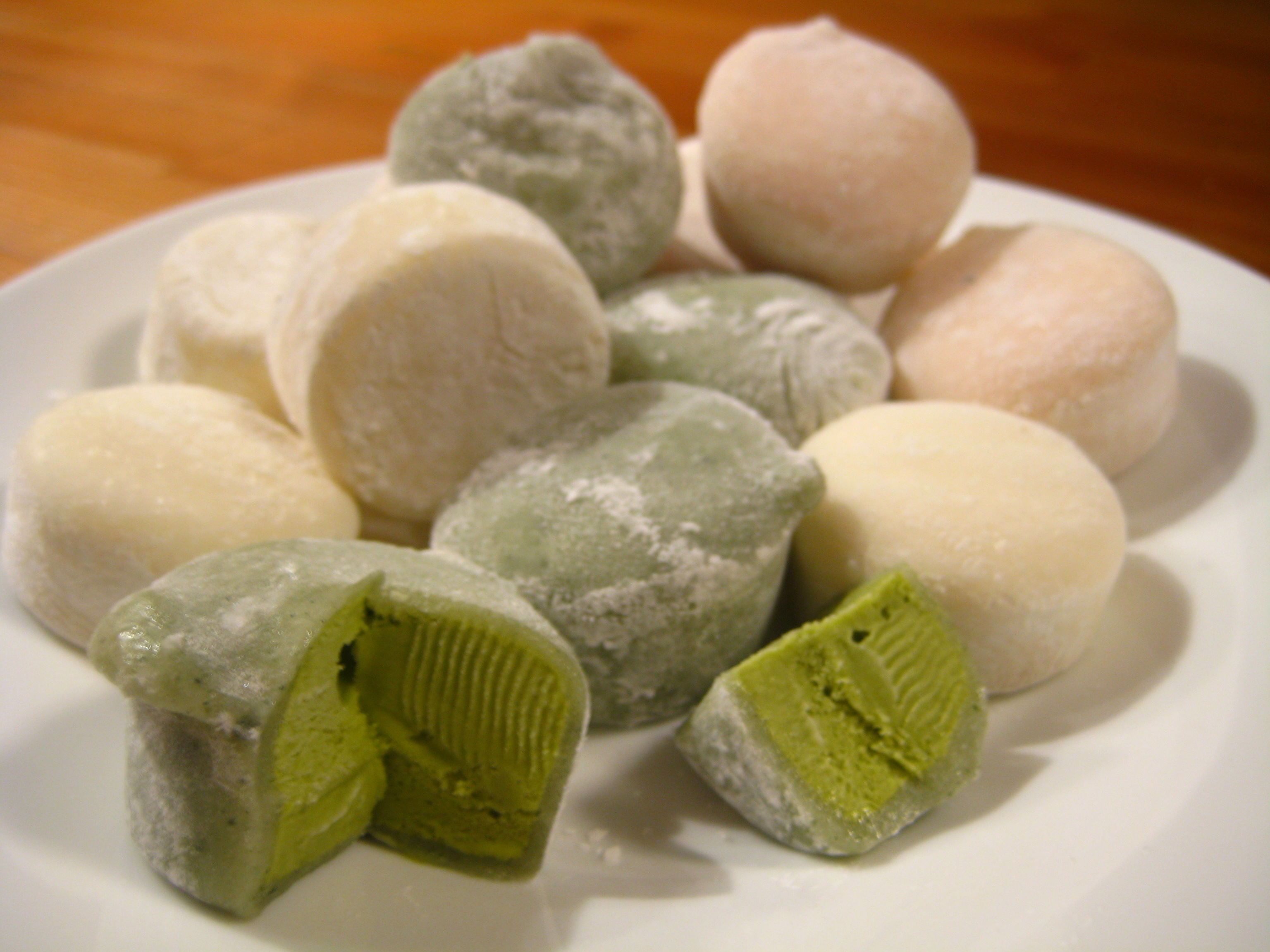
Kem Mochi là một loại bánh kẹo của Nhật Bản được làm từ bánh giầy mochi với nhân kem.
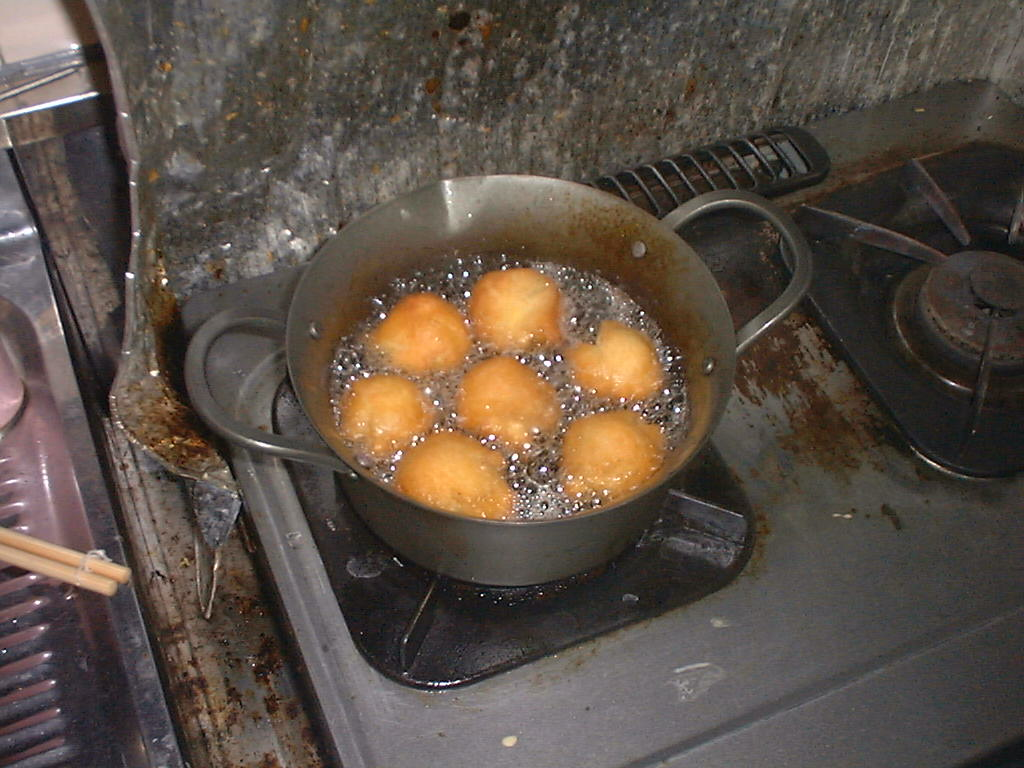
Sata andagi là những chiếc bánh ngọt, chiên giòn tương tự như bánh rán

## Wagashi

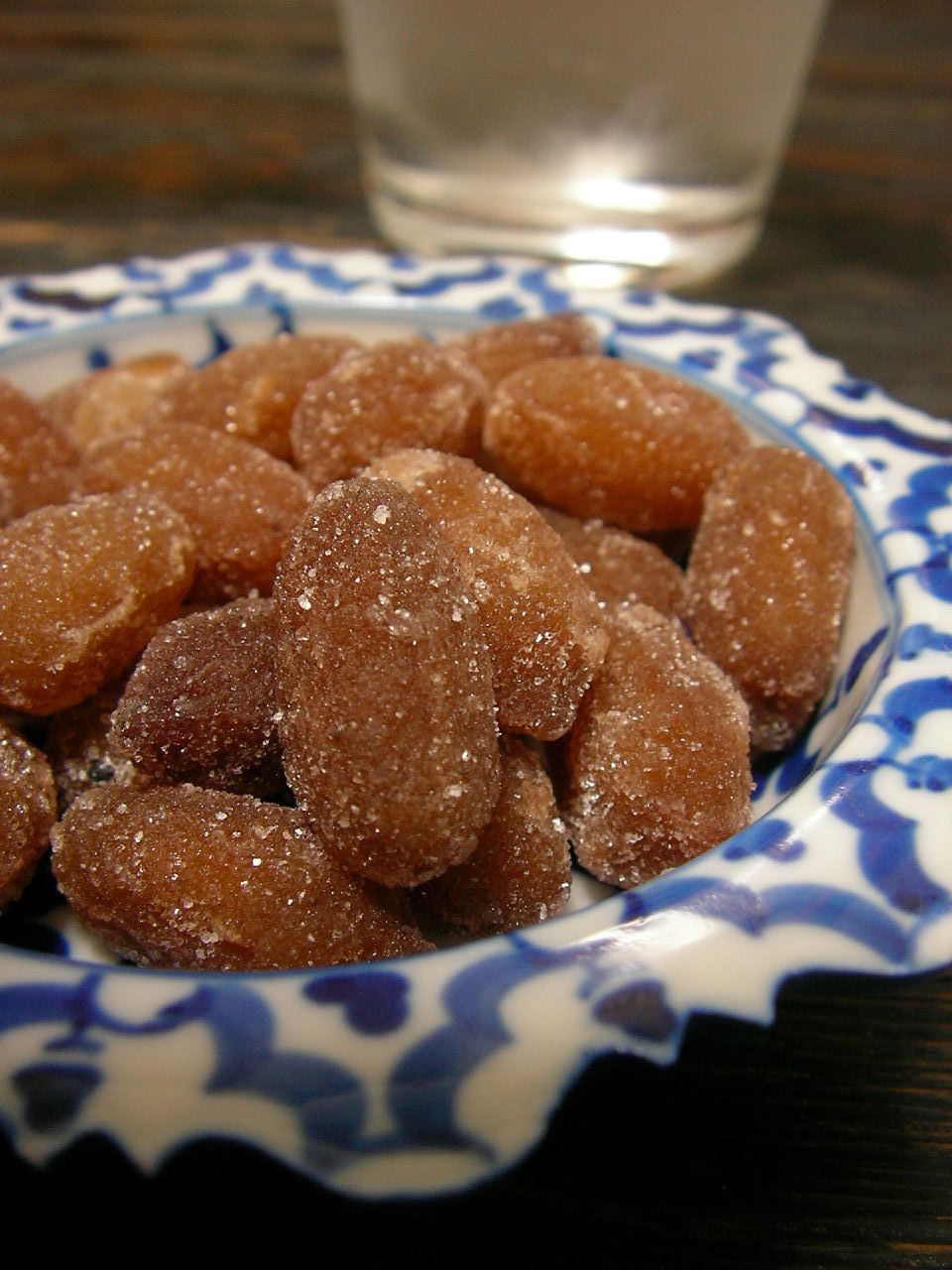
Đậu phộng Amanattō. Amanattō là một loại bánh kẹo truyền thống của Nhật Bản được làm bằng azuki hoặc các loại đậu khác, được phủ đường tinh luyện sau khi đun sôi với xi-rô đường và sấy khô.

Wagashi (菓子) là một loại bánh kẹo truyền thống của Nhật Bản thường được phục vụ với trà, đặc biệt là các loại làm từ mochi, anko (tương đậu azuki) và trái cây. Wagashi thường được làm từ các thành phần thực vật. Wagashi được làm trong rất nhiều hình dạng và tính nhất quán và với các thành phần và phương pháp chuẩn bị đa dạng. Wagashi là phổ biến trên khắp đất nước Nhật Bản nhưng chỉ có sẵn trong khu vực hoặc theo mùa.
Một
- Akumaki
- Amanattou
- Arare (thực phẩm)

B
- Botamochi
- Beika

C
- Chitoseame

D
- Daifuku
- Dango
- Dorayaki

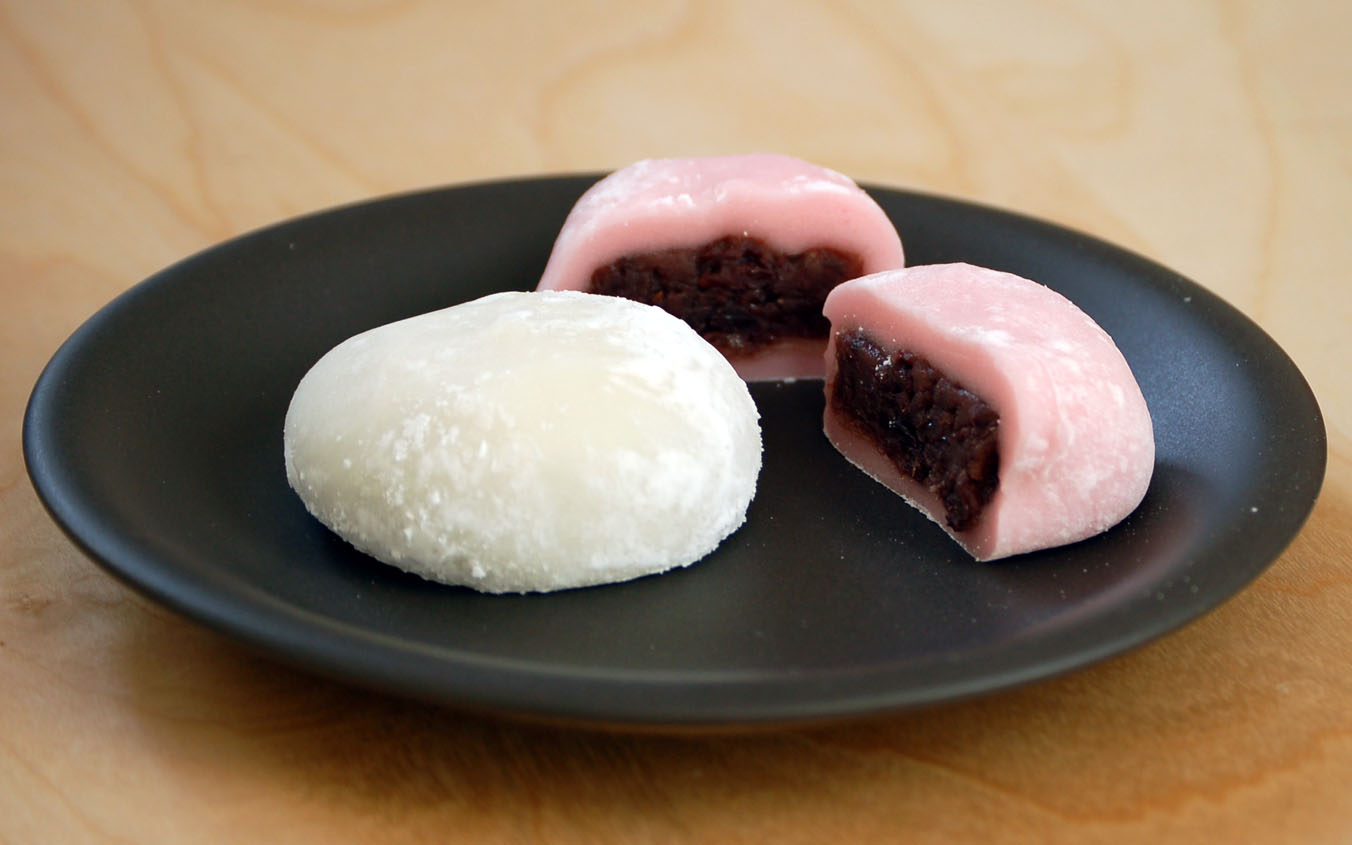
Daifuku là một loại bánh giầy với nhân ngọt, phổ biến nhất là anko, bột đậu đỏ làm từ đậu azuki.
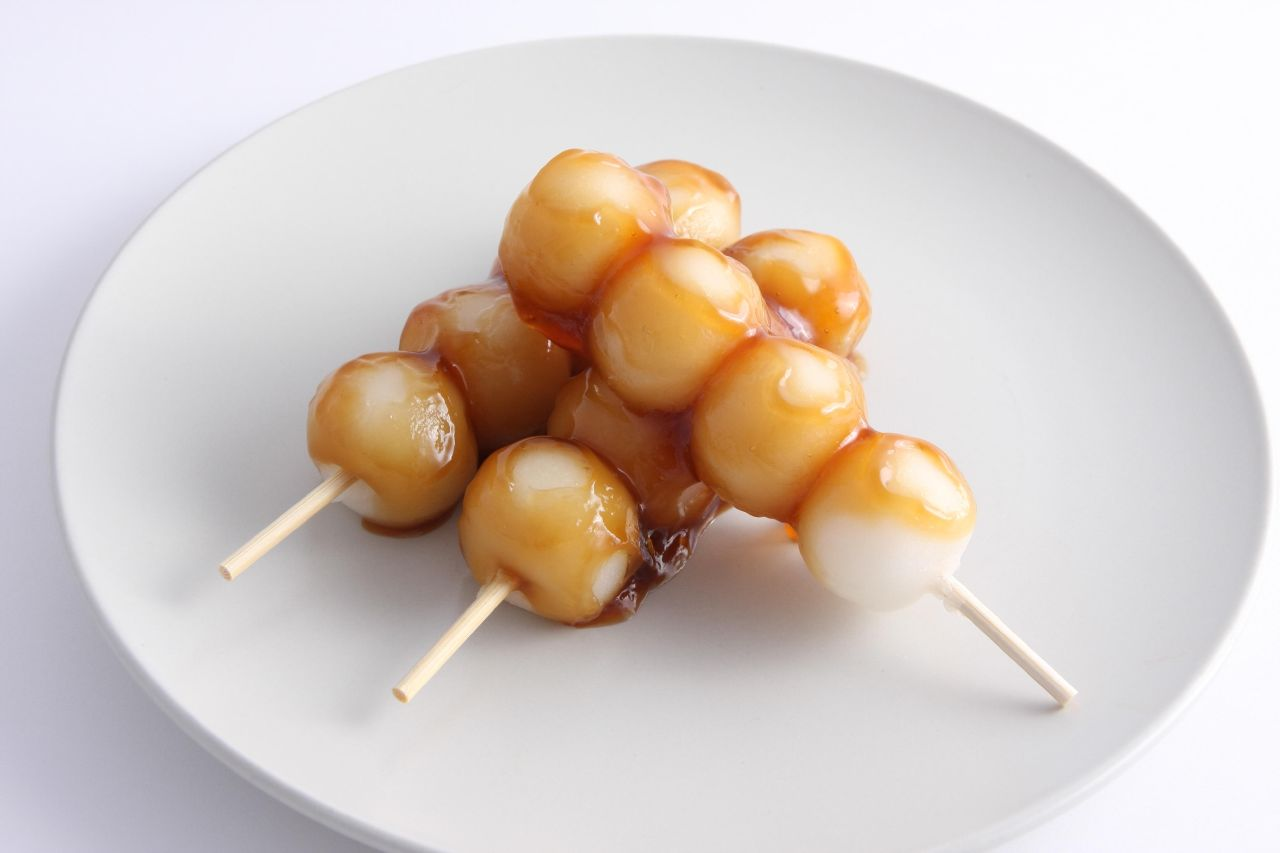
Dango là một loại bánh trôi và ngọt được làm từ mochiko (bột gạo), liên quan đến mochi. Nó thường được phục vụ với trà xanh.

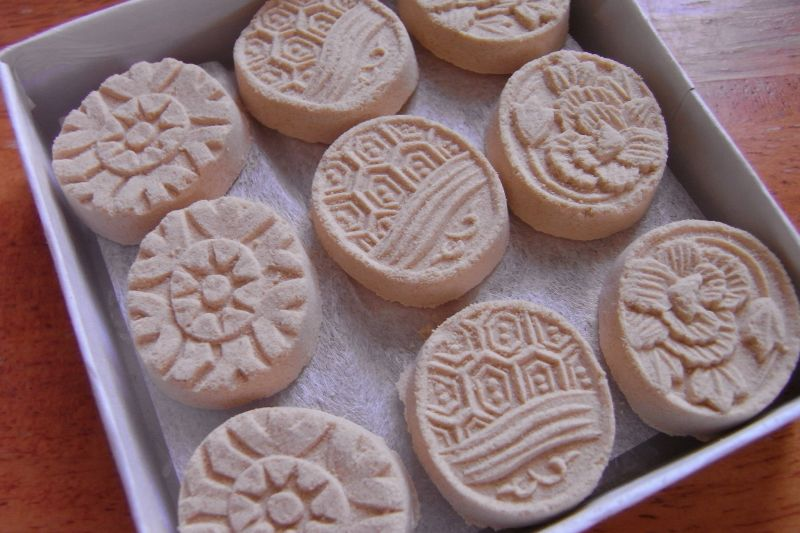
Higashi khô và chứa rất ít nước, do đó giữ được tương đối lâu hơn các loại wagashi khác.

G
- Gionbo
- Gyuhi

H
- Hanabiramochi
- Higashi
- Hishi mochi

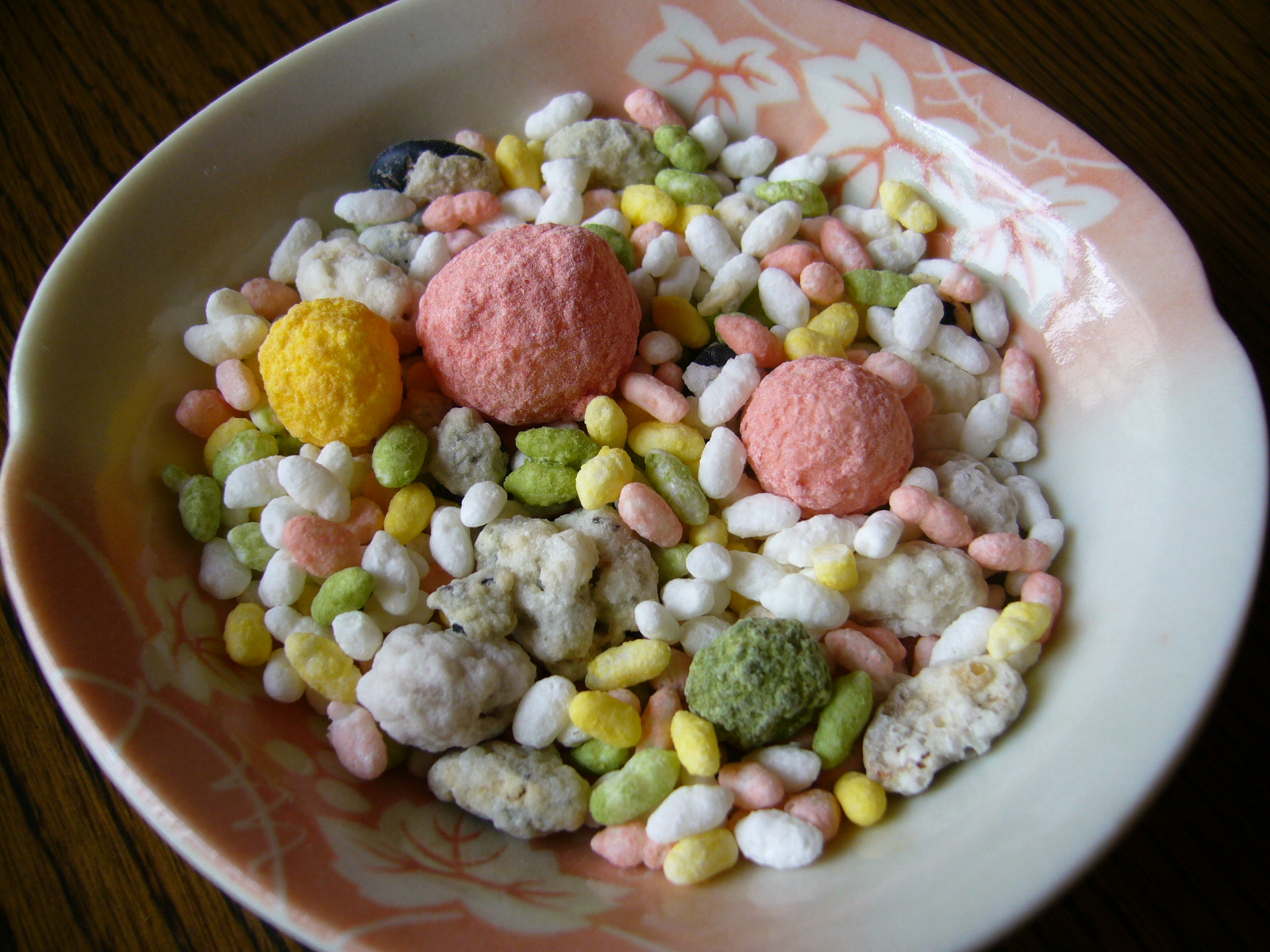
Arare là một loại bánh quy giòn cỡ Nhật Bản được làm từ gạo nếp và có hương vị với nước tương. Loại ngọt và mặn được chuẩn bị.
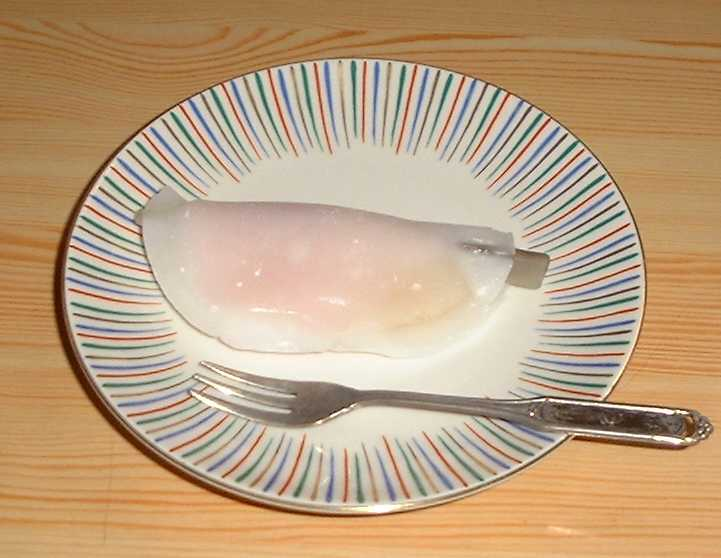
Hanabiramochi là một loại ngọt của Nhật Bản thường được ăn vào đầu năm.

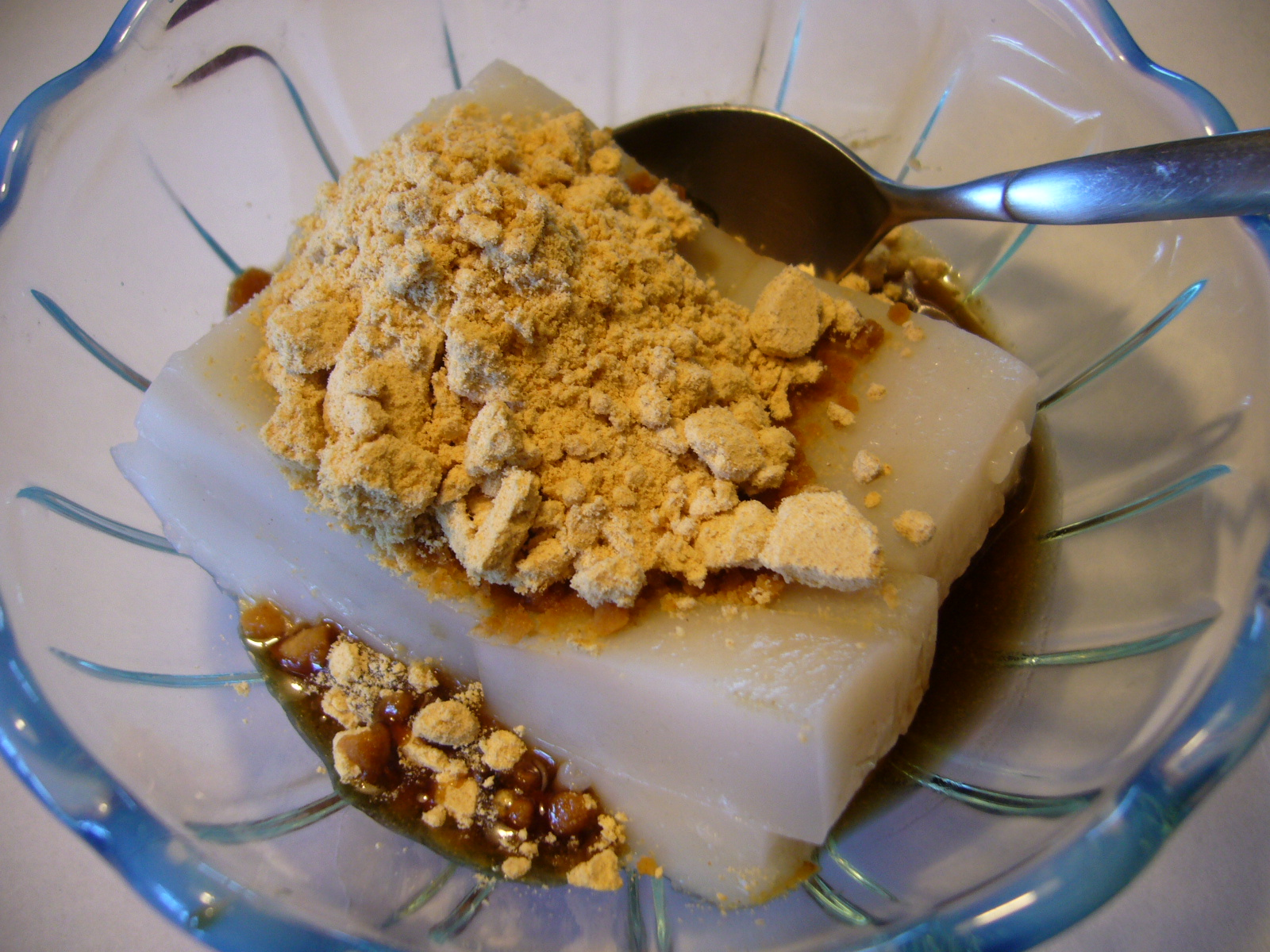
Kuzumochi là bánh mochi làm từ kuzuko

I
- Imagawayaki

K
- Kanten
- Karintō
- Karukan
- Konpeitō
- Kusa mochi
- Kuzumochi
- Keiran Soumen

M
- Manjū
- Mizuame
- Monaka

N
- Namagashi

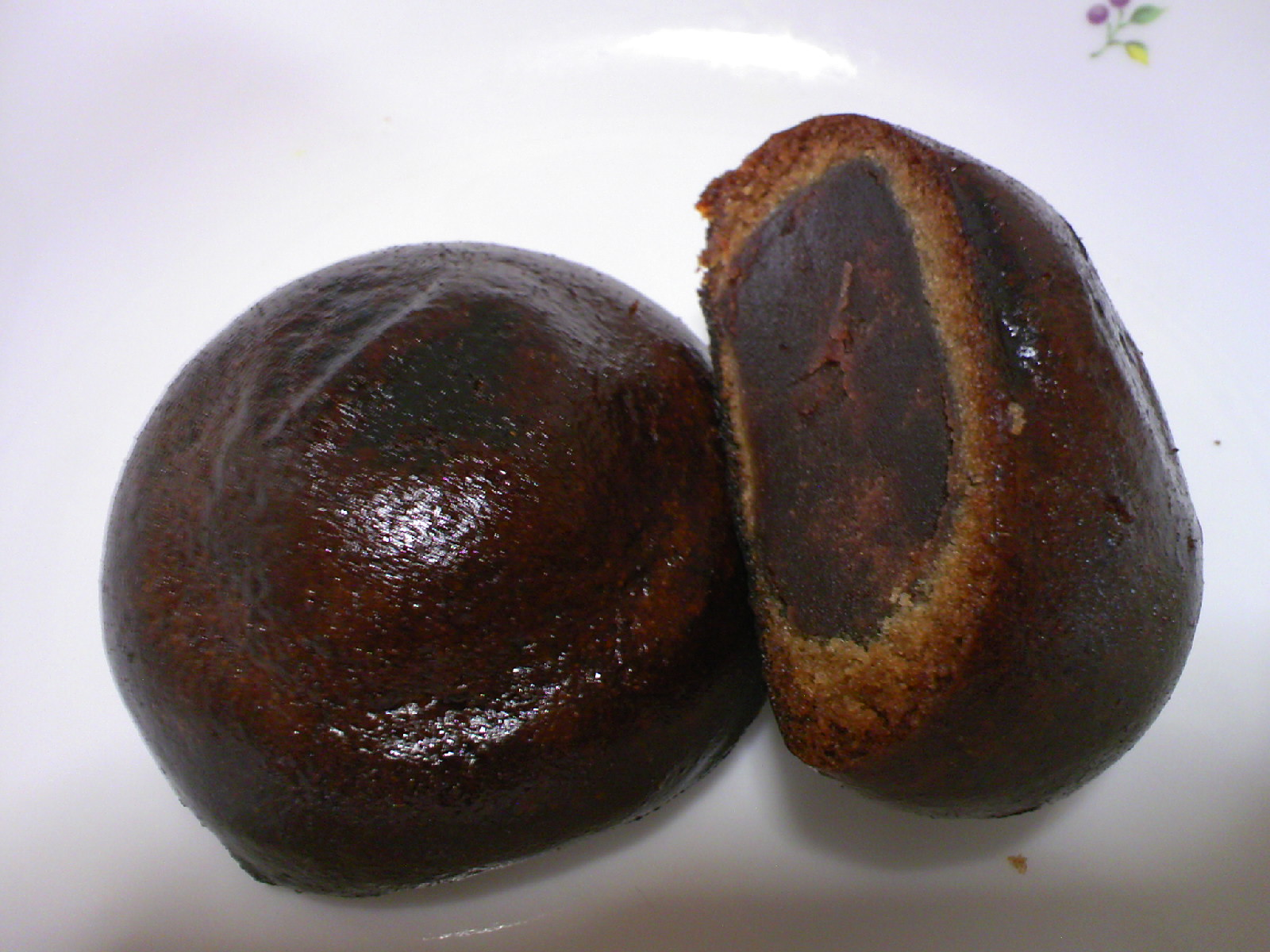
Manjū là một loại bánh kẹo truyền thống phổ biến của Nhật Bản; hầu hết có một bên ngoài làm từ bột mì, bột gạo và kiều mạch và làm đầy anko (tương đậu đỏ), làm từ đậu azuki luộc và đường.
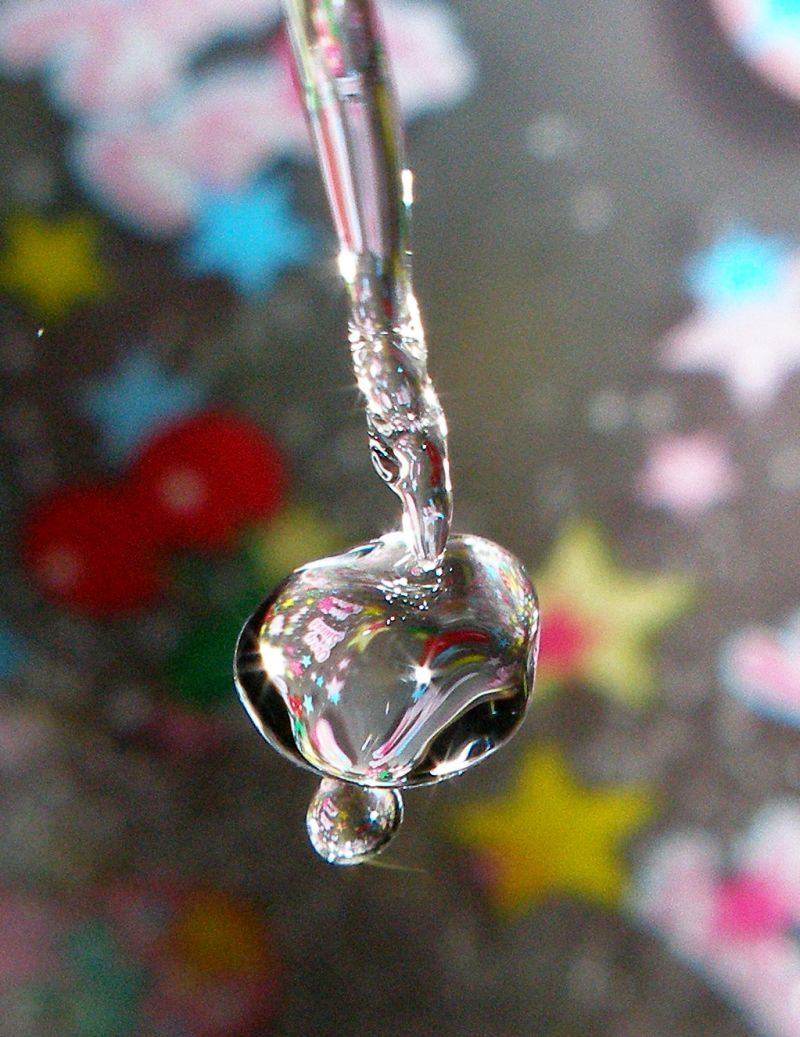
Mizuame là một chất làm ngọt từ Nhật Bản được dịch theo nghĩa đen là "kẹo nước". Một chất lỏng trong suốt, dày, dính, nó được tạo ra bằng cách chuyển đổi tinh bột thành đường.
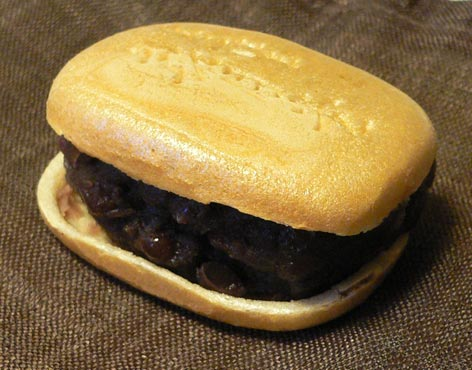
Monaka được chuẩn bị với mứt đậu azuki được kẹp giữa hai miếng mỏng mỏng giòn làm từ mochi.
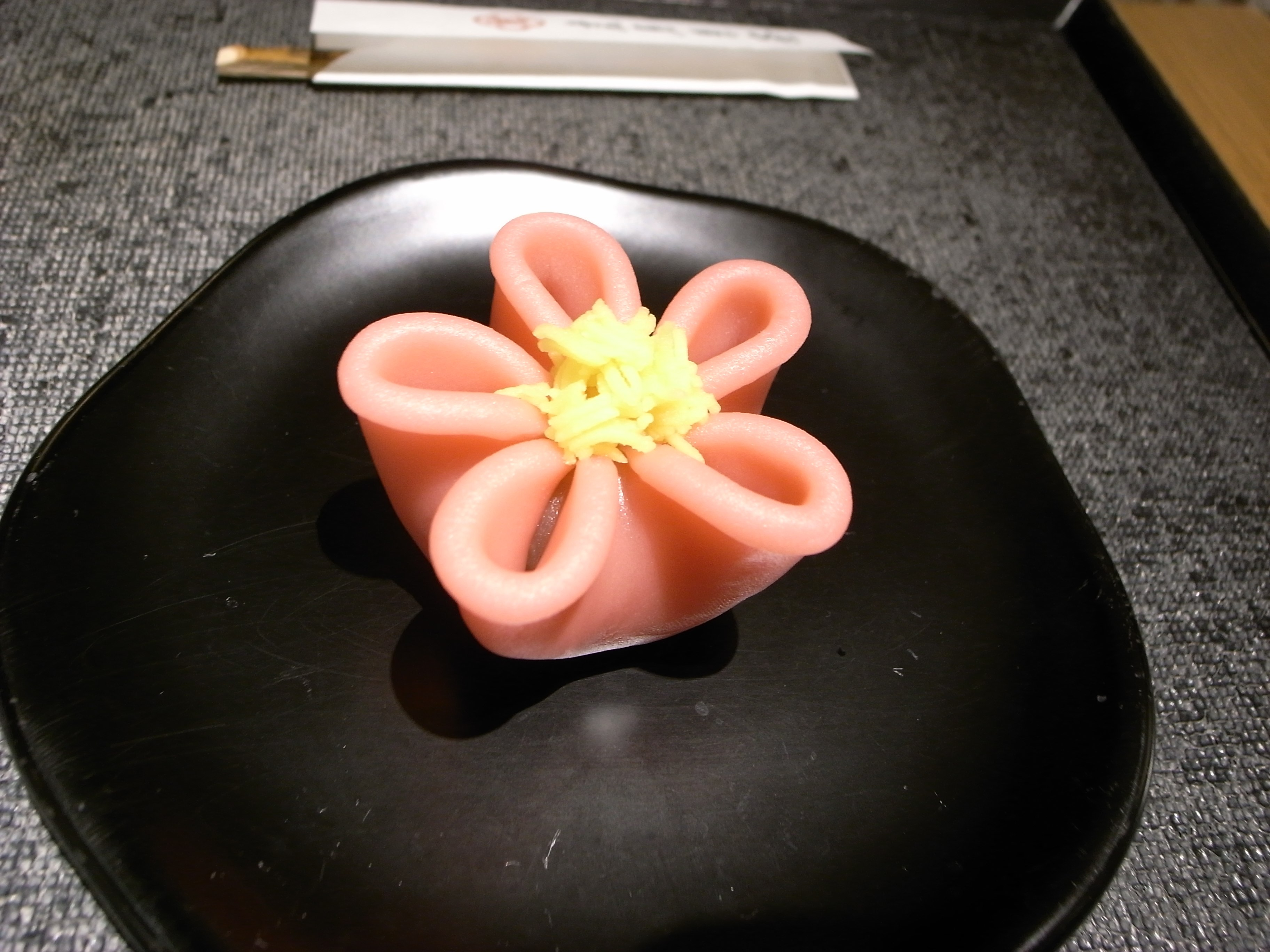
Namagashi là một loại wagashi, là một thuật ngữ chung cho các món ăn nhẹ được sử dụng trong trà đạo Nhật Bản. Namagashi có thể chứa thạch trái cây, gelatine khác như Kanten hoặc bột đậu ngọt.

R
- Tương đậu đỏ
- Súp đậu đỏ

- Sakuramochi
- Senbei
- Suama

T
- Taiyaki
- Tokoroten

U
- Uirou

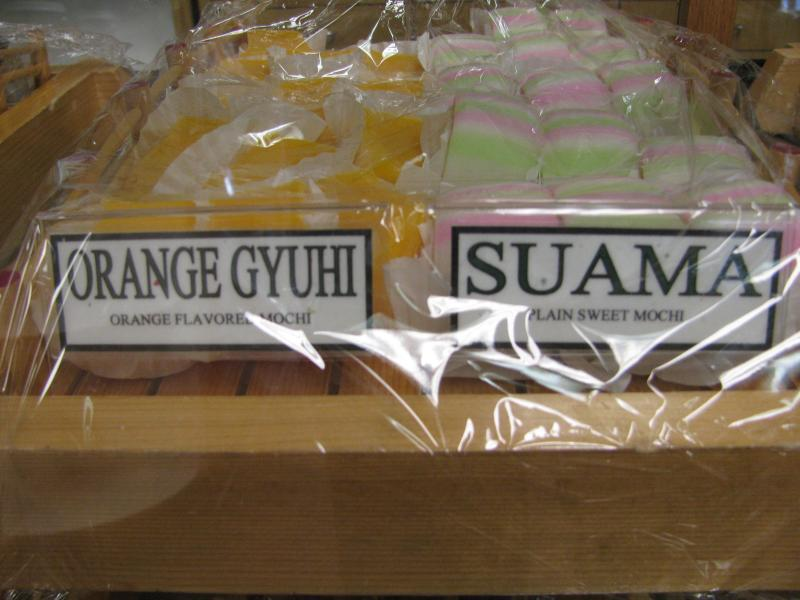
Suama (phải) và cam gyūhi (trái)

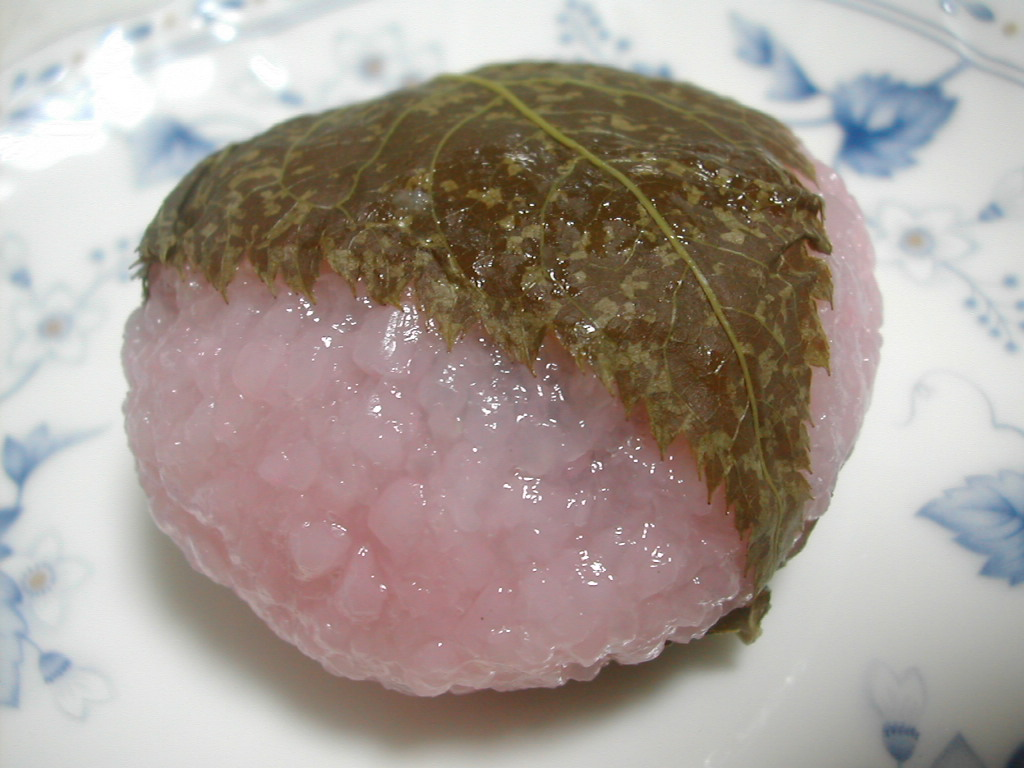
Sakuramochi bao gồm một mochi hồng ngọt ngào (bánh gạo) và bột đậu đỏ, phủ một lá sakura (hoa anh đào).
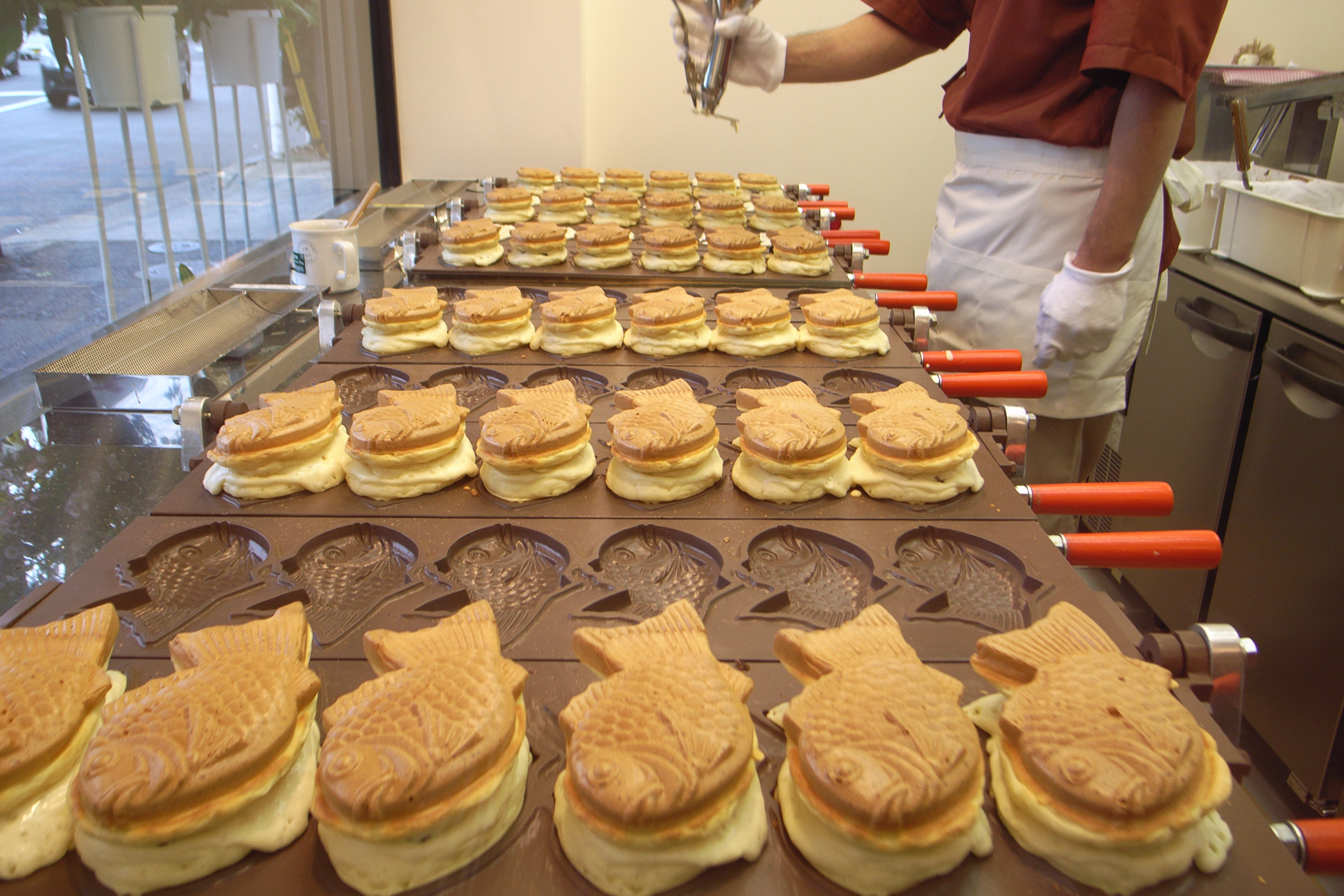
Taiyaki, nghĩa đen là " cá biển nướng", là một loại bánh có hình con cá Nhật Bản.
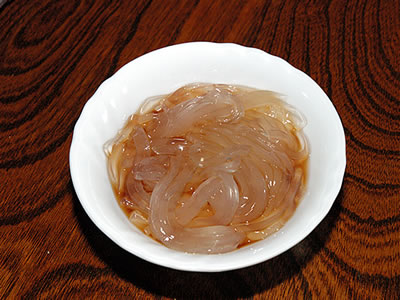
Tokoroten được chuẩn bị với thạch chiết xuất từ rong biển như tengusa (Gelidiaceae) và ogonori (Gracilaria) bằng cách đun sôi. Ép vào một thiết bị, thạch được định hình thành mì.
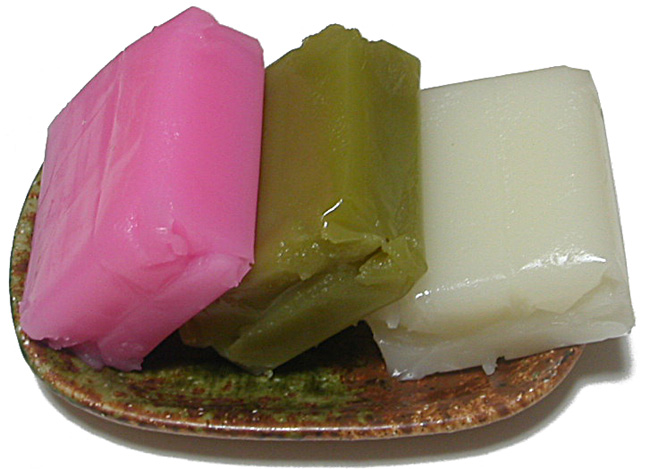
Uirō là một loại bánh hấp truyền thống của Nhật Bản được làm từ bột gạo và đường.

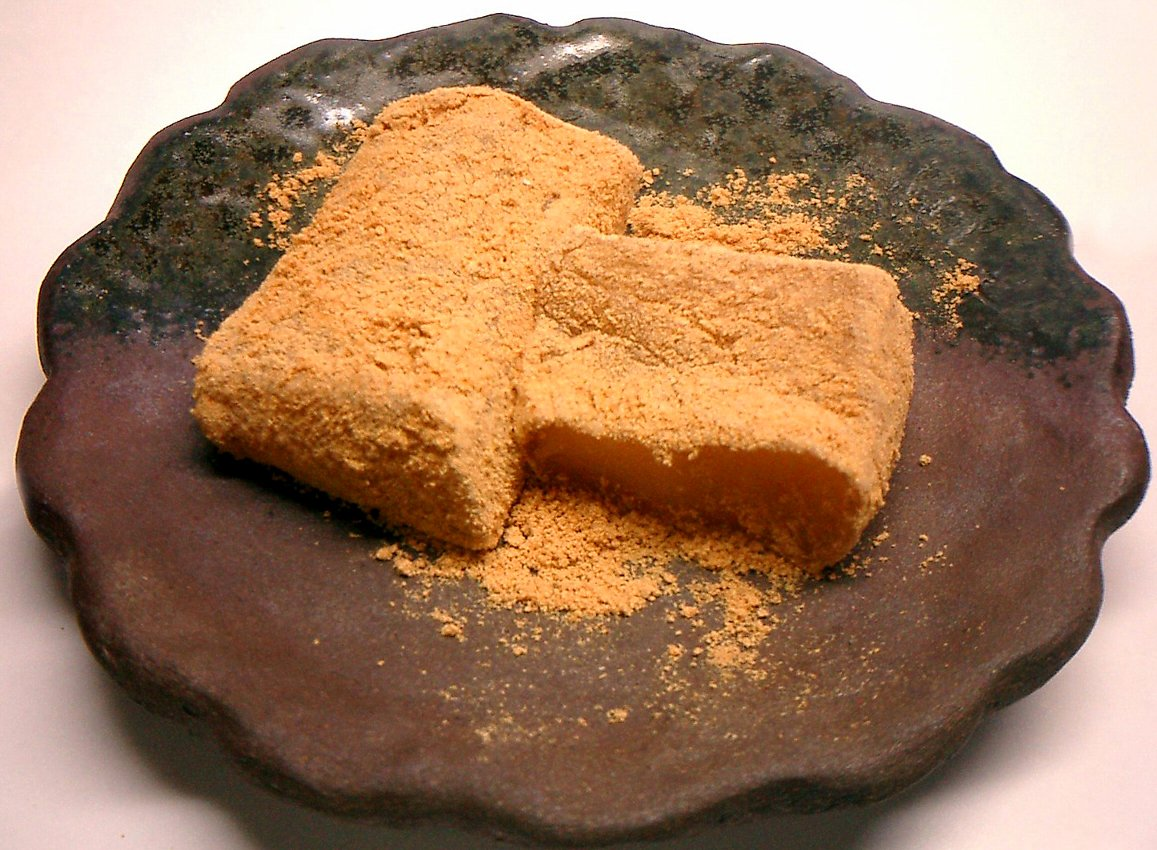
Warabimochi là một loại bánh kẹo giống thạch làm từ tinh bột dương xỉ và phủ hoặc nhúng trong kinako (bột đậu nành nướng ngọt)

W
- Warabimochi
- Wasanbon

Y
- Yatsuhashi
- Yokan
- Yubeshi

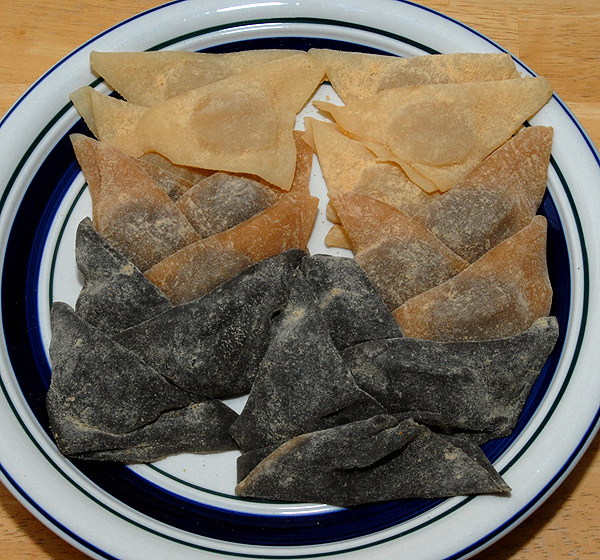
Các loại Yatsuhashi. Các hương vị, từ trên xuống dưới, là đậu phụ, quế, vừng.
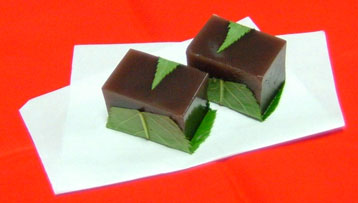
Yōkan là một món tráng miệng dày, giòn làm từ bột đậu đỏ, agar và đường. Nó thường được bán ở dạng khối, và ăn trong lát.

## Nhãn hiệu
- Black Thunder
- Kẹo cao su Fusen
- Hyōroku mochi
- Shiroi Koibito

### Đồ ngọt và món tráng miệng Nhật Bản
- Ẩm thực Nhật Bản - Đồ ngọt
- Danh sách các món ăn Nhật Bản - đồ ngọt kiểu Nhật

### Chủ đề liên quan
- Ẩm thực
- Danh sách các món tráng miệng

## Liên kết ngoại
- Tư liệu liên quan tới Confectionery of Japan tại Wikimedia Commons
- Tư liệu liên quan tới Sweet food of Japan tại Wikimedia Commons
- Tư liệu liên quan tới Wagashi tại Wikimedia Commons